# Philyra kanekoi
Philyra kanekoi is een krabbensoort uit de familie van de Leucosiidae. De wetenschappelijke naam van de soort is voor het eerst geldig gepubliceerd in 1934 door Sakai.